# Metadiscocyrtus
Metadiscocyrtus is een geslacht van hooiwagens uit de familie Gonyleptidae.
De wetenschappelijke naam Metadiscocyrtus is voor het eerst geldig gepubliceerd door Roewer in 1929. 

## Soorten
Metadiscocyrtus is monotypisch en omvat slechts de volgende soort:
- Metadiscocyrtus fornicatus